# 野川秋良
野川 秋良（のがわ あきら、1943年10月30日 - ）は、青森県出身の元騎手。

## 経歴

### デビューから1970年代
1969年3月1日に東京・蛯名武五郎厩舎からデビューし、同日の東京第2競走4歳未勝利・スイセン（12頭中4着）で初騎乗を果たす。10月12日の福島第4競走4歳以上100万下・カイダンジで初勝利。
を挙げたが、1年目の1969年は1勝に終わった。
2年目の1970年には福薗盛吉厩舎に移籍し、5月30日の東京第8競走障害ステークス・スイノソレイユで障害初勝利を挙げるが、同馬に騎乗した8月22日の中山第3競走4歳以上オープンを最後に勝利、10月31日の東京第5競走4歳以上100万下・カタトラオーを最後に2着からも遠ざかる。
1970年は3勝をマークするが、3年目の1971年は3着こそ3回あったものの、0勝2着0回の勝率・連対率0割に終わった。
1972年には浅野武志厩舎に移籍し、6月11日の東京第1競走アラブ3歳・イシノライトで2年ぶりに連対すると、同馬に騎乗した8月27日の福島第1競走3歳未勝利では2年ぶりの勝利を挙げる。
1974年には7月21日の新潟第5競走4歳未勝利を9頭中7番人気のミツワリリーで岡部幸雄のハーバーライフにアタマ差勝利し、続く第6競走4歳未勝利ではイシノツキで嶋田功のラウンドシエンにアタマ差勝利して連勝し、初の1日2勝を挙げた。8月の新潟ではハマセイユウでアラブ王冠（秋）を制し自身初の重賞勝利を挙げ、初の2桁勝利となる10勝をマーク。
1975年にはイシノアラシに春の福島戦から騎乗し、こけもも賞（300万下）を5馬身差、しゃくなげ賞（600万下）を2馬身余の差を付けて連勝。イシノアラシでしゃくなげ賞を勝った翌11日も勝利して初の2日連続勝利を挙げ、東京優駿ではロングホーク・エリモジョージを抑えてカブラヤオーの5着と健闘。
1977年にはタケシバオー産駒トウカンタケシバで愛知杯を制してシルバーランド以来2頭目の連覇、1978年4月1日の中山第9競走爽春賞ではイシノマサルを3年半ぶりの勝利に導いた。
1978年は夏の小倉戦で4勝を挙げ、4年ぶりで最後の2桁勝利となる11勝をマーク。

### 1980年代
1982年5月29日の東京第3競走4歳未勝利・ホッカンブレスで最後の勝利を挙げ、1983年2月12日の中京第7競走5歳以上400万下・テレサスポート（16頭中10着）を最後に現役を引退。

## 騎手成績
| 通算成績 | 1着 | 2着 | 3着 | 4着以下 | 出走回数 | 勝率 | 連対率 |
| -------- | --- | --- | --- | ------- | -------- | ---- | ------ |
| 平地     | 66  | 74  | 82  | 769     | 991      | .067 | .141   |
| 障害     | 2   | 3   | 3   | 8       | 16       | .125 | .313   |
| 計       | 68  | 77  | 85  | 777     | 1007     | .068 | .144   |

主な騎乗馬
- ハマセイユウ（1974年アラブ王冠 (秋)）
- トウカンタケシバ（1977年愛知杯）